# Codogno
Codogno este o comună din provincia Lodi, Italia. În 2011 avea o populație de 15.518 de locuitori.

## Personalități născute aici
- Sergio Franchi (1926 - 1990), cântăreț;
- Luigi Negri (n. 1956), membru al Camerei Deputaților în anii 1992 și 2001.

## Demografie
Codogno - evoluția demografică

|  | Graficele sunt indisponibile din cauza unor probleme tehnice. Mai multe informații se găsesc la Phabricator și la wiki-ul MediaWiki. |

Date: Recensăminte sau birourile de statistică - grafică realizată de Wikipedia